# Ciclismo ai Giochi della IV Olimpiade - Velocità
La competizione della velocità di ciclismo dei Giochi della IV Olimpiade si tenne il 16 luglio 1908 allo stadio di White City a Londra, nel Regno Unito. I concorrenti dovevano completare la distanza entro il limite di tempo di 1 minuto e 45 secondi. Non furono assegnate medaglie perché nella finale i concorrenti superarono il limite di tempo.

## Risultati

### Batterie
Si disputarono 16 serie, i vincitori avanzarono alle semifinali.
1ª serie
| Pos. | Atleta                      | Nazione     | Tempo  |
| ---- | --------------------------- | ----------- | ------ |
| 1    | Victor Johnson              | Regno Unito | 1'33"8 |
| 2    | Gerard Bosch van Drakestein | Paesi Bassi |        |
| 3    | Guglielmo Malatesta         | Italia      |        |

2ª serie
| Pos. | Atleta           | Nazione     | Tempo  |
| ---- | ---------------- | ----------- | ------ |
| 1    | Floris Venter    | Sudafrica   | 1'32"2 |
| 2    | André Poulain    | Francia     |        |
| 3    | Johnnie Matthews | Regno Unito |        |

3ª serie
| Pos. | Atleta           | Nazione | Tempo  |
| ---- | ---------------- | ------- | ------ |
| 1    | Maurice Schilles | Francia | 1'38"4 |
| 2    | Andrew Hansson   | Svezia  |        |

4ª serie
| Pos. | Atleta             | Nazione     | Tempo   |
| ---- | ------------------ | ----------- | ------- |
| 1    | Dan Flynn          | Regno Unito | 1'30"2  |
| 2    | Pierre Seginaud    | Francia     |         |
| 3    | Paul Schulze       | Germania    |         |
| 4    | Frederick McCarthy | Canada      | Unknown |

5ª serie
| Pos. | Atleta        | Nazione     | Tempo  |
| ---- | ------------- | ----------- | ------ |
| 1    | Ernie Payne   | Regno Unito | 1'32"0 |
| 2    | Dorus Nijland | Paesi Bassi |        |

6ª serie
| Pos. | Atleta               | Nazione     | Tempo |
| ---- | -------------------- | ----------- | ----- |
| -    | W. F. Magee          | Regno Unito | FTM   |
| -    | Hermann Martens      | Germania    | FTM   |
| -    | Johannes van Spengen | Paesi Bassi | FTM   |

7ª serie
| Pos. | Atleta               | Nazione     | Tempo  |
| ---- | -------------------- | ----------- | ------ |
| 1    | Karl Neumer          | Germania    | 1'33"2 |
| 2    | Richard Villepontoux | Francia     |        |
| 3    | William Bailey       | Regno Unito |        |

8ª serie
| Pos. | Atleta           | Nazione     | Tempo  |
| ---- | ---------------- | ----------- | ------ |
| 1    | George Cameron   | Stati Uniti | 1'29"4 |
| 2    | Philip Freylinck | Sudafrica   |        |
| 3    | Herbert Crowther | Regno Unito |        |
| 4    | Gaston Dreyfus   | Francia     |        |

9ª serie
| Pos. | Atleta         | Nazione | Tempo  |
| ---- | -------------- | ------- | ------ |
| 1    | Émile Demangel | Francia | 1'35"2 |
| 2    | William Morton | Canada  |        |

10ª serie
| Pos. | Atleta        | Nazione | Tempo  |
| ---- | ------------- | ------- | ------ |
| 1    | André Auffray | Francia | 1'23"6 |

11ª serie
| Pos. | Atleta              | Nazione | Tempo  |
| ---- | ------------------- | ------- | ------ |
| 1    | Guglielmo Morisetti | Italia  | 1'21"4 |

12ª serie
| Pos. | Atleta         | Nazione     | Tempo  |
| ---- | -------------- | ----------- | ------ |
| 1    | Benjamin Jones | Regno Unito | 1'35"0 |
| 2    | Émile Maréchal | Francia     |        |
| 3    | Bruno Götze    | Germania    |        |

13ª serie
| Pos. | Atleta         | Nazione     | Tempo  |
| ---- | -------------- | ----------- | ------ |
| 1    | Pierre Texier  | Francia     | 1'31"0 |
| 2    | George Summers | Regno Unito |        |
| 3    | Louis Weintz   | Stati Uniti |        |

14ª serie
| Pos. | Atleta        | Nazione     | Tempo  |
| ---- | ------------- | ----------- | ------ |
| 1    | J. L. Lavery  | Regno Unito | 1'41"0 |
| 2    | Anton Gerrits | Paesi Bassi |        |

15ª serie
| Pos. | Atleta             | Nazione     | Tempo  |
| ---- | ------------------ | ----------- | ------ |
| 1    | Clarence Kingsbury | Regno Unito | 1'27"4 |
| 2    | Gaston Delaplane   | Francia     |        |

16ª serie
| Pos. | Atleta         | Nazione   | Tempo |
| ---- | -------------- | --------- | ----- |
| -    | Georges Perrin | Francia   | FTM   |
| -    | Frank Shore    | Sudafrica | FTM   |

### Semifinali
Si disputarono 4 semifinali, i vincitori avanzarono alla finale.
1ª semifinale
| Pos. | Atleta         | Nazione     | Tempo  |
| ---- | -------------- | ----------- | ------ |
| 1    | Victor Johnson | Regno Unito | 1'27"4 |
| 2    | Karl Neumer    | Germania    |        |
| 3    | Floris Venter  | Sudafrica   |        |
| 4    | Pierre Texier  | Francia     |        |

2ª semifinale
| Pos. | Atleta           | Nazione     | Tempo  |
| ---- | ---------------- | ----------- | ------ |
| 1    | Maurice Schilles | Francia     | 1'38"8 |
| 2    | George Cameron   | Stati Uniti |        |
| 3    | Dan Flynn        | Regno Unito |        |
| 4    | Ernie Payne      | Regno Unito |        |

3ª semifinale
| Pos. | Atleta         | Nazione     | Tempo  |
| ---- | -------------- | ----------- | ------ |
| 1    | Benjamin Jones | Regno Unito | 1'40"8 |
| 2    | Émile Demangel | Francia     |        |
| 3    | J. L. Lavery   | Regno Unito |        |

4ª semifinale
| Pos. | Atleta              | Nazione     | Tempo  |
| ---- | ------------------- | ----------- | ------ |
| 1    | Clarence Kingsbury  | Regno Unito | 1'40"8 |
| 2    | Guglielmo Morisetti | Italia      |        |
| 3    | André Auffray       | Francia     |        |

### Finale
| Pos. | Atleta             | Nazione     | Tempo |
| ---- | ------------------ | ----------- | ----- |
| -    | Victor Johnson     | Regno Unito | FTM   |
| -    | Benjamin Jones     | Regno Unito | FTM   |
| -    | Clarence Kingsbury | Regno Unito | FTM   |
| -    | Maurice Schilles   | Francia     | FTM   |